# Gospa od Škrpjela

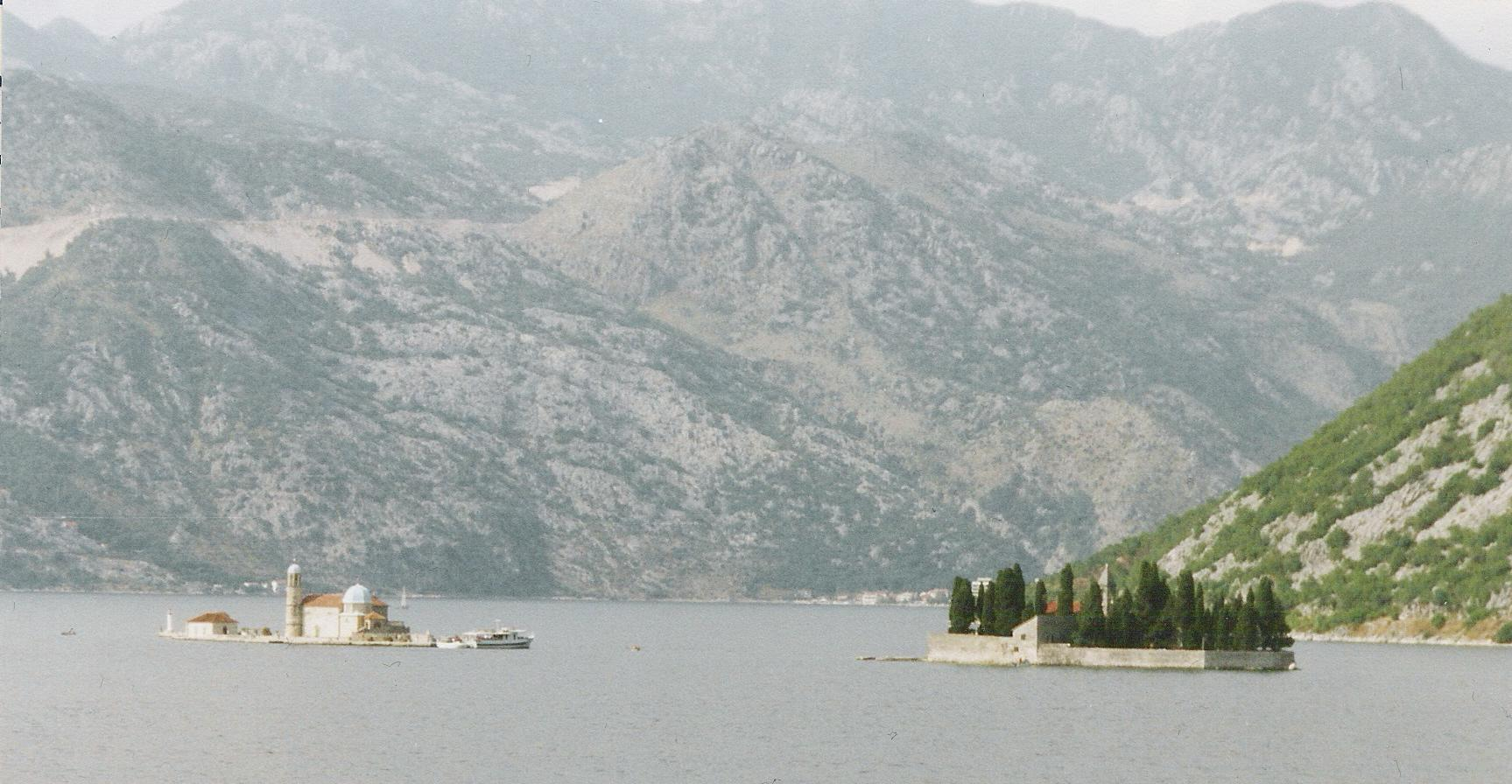
Zicht op Gospa od Škrpjela (Onze Vrouwe van de Rotsen) (links) en Sveti Đorđe (rechts)

Gospa od Škrpjela (Onze Vrouwe van de Rotsen of Madonna dello Scarpello) is een kunstmatig eiland in de Baai van Kotor, in Montenegro. Het is een van de twee eilanden (het andere is Sveti Đorđe) bij de kust van Perast. Het eiland is ontstaan door het zinken van oude en soms ingevorderde schepen geladen met rotsen. Zelfs nu nog, tijdens het feest fašinada op 22 juli, worden er rotsen in zee gegooid.

Op het eiland Gospa od Škrpjela staat ook de Crkva Gospa od Škrpjela (kerk van Onze Vrouwe van de Rotsen) (Italiaans: Chiesa della Madonna dello Scarpello). De eerste bekende kerk van dit eiland werd gebouwd in 1452, en de huidige in 1632, en nog eens verbeterd in 1722.

- Library of Congress Control Number: n2001022263
- Virtual International Authority File: 147936464
- WorldCat: E39PBJvRQGYRRYVDVQFYgWQcyd